# William Higgins (kemik)
William Higgins, irski kemik, * 1763, Collooney, County Sligo, Irska, † junij 1825, Grafton Street, Dublin, Irska.
Bil je eden prvih zagovornikov atomske teorije. Ugleden kemik je bil tudi njegov stric Bryan Higgins. 
Po študiju na Oxfordu je leta 1792 postal kemik novoustanovljenega Apothecaries Hall v Dublinu in ravnatelj mineraloške zbirke dublinske Kraljeve družbe. Ukvarjal se je s kemijo beljenja lanu in odkrivanjem primesi v komercialnih alkalijah. Na predlog Richarda Kirwana je leta 1795 postal knjižničar dublinske Kraljeve družbe in leta 1800 njen profesor kemije. Bil je član Irske kraljeve akademije znanosti ter ustanovitelj in član Kirwinianove družbe.
V svojem delu A Comparative View of the Phlogiston and Antiphlogiston Theories (Primerjava flogistonskih in antiflogistonskih teorij) je objavil večino tistega, kar je devetnajst let kasneje v svoji atomski teoriji objavil John Dalton. 